# Józef Balcerzak (działacz robotniczy)
Józef Balcerzak, ps. Noblesiak (ur. 8 marca 1903 w Warszawie, zm. 28 maja 1942 w Magdalence) – polski działacz robotniczy.

## Życiorys
Całe życie był związany z warszawskim Żoliborzem. Od 1925 członek Komunistycznej Partii Polski i lewicowego Związku Zawodowego Robotników Budowlanych, od 1932 członek Komitetu Dzielnicowego KPP Warszawa Powązki. Od 1935 działacz Klubu Frontu Ludowego, który powstał na terenie żoliborskiego osiedla WSM.
Podczas walk w obronie Warszawy we wrześniu 1939 walczył w szeregach Robotniczych Brygad Obrony Warszawy. W latach 1940–1941 współorganizator i czołowy działacz Stowarzyszenia Przyjaciół ZSRR, a następnie Związku Walki Wyzwoleńczej. Redagował pismo „Młot i Sierp”. Aresztowany przez Niemców 22 października 1941 i osadzony na Pawiaku. Rozstrzelany siedem miesięcy później w masowej egzekucji w Lesie Sękocińskim koło Magdalenki. 

## Odznaczenia
Uchwałą Prezydium Krajowej Rady Narodowej z 29 maja 1946 wraz z innymi działaczami SP ZSRR został pośmiertnie odznaczony Orderem Krzyżem Grunwaldu III klasy.

## Upamiętnienie
24 listopada 1961 uchwałą Warszawskiej Rady Narodowej został patronem ulicy w Warszawie na terenie dzielnicy Bielany. W listopadzie 2017 na mocy ustawy dekomunizacyjnej została ona zmieniona, jednak 7 grudnia 2018 Naczelny Sąd Administracyjny unieważnił tę zmianę (i zmiany kilkudziesięciu innych nazw ulic).